# Druhá křížová výprava
Druhá křížová výprava bylo vojenské tažení vyhlášené papežem Evženem III. roku 1146 jako reakce na dobytí Edessy mosulským vládcem Zengím. Edessa byla prvním křižáckým státem založeným v průběhu první křížové výpravy (1095–1099) ve Svaté zemi a i prvním státem, který byl muslimy vyvrácen. Druhá křížová výprava byla první výpravou ve znamení kříže, v jejímž čele stanuli evropští králové, německý Konrád III. a francouzský Ludvík VII. Účastnilo se také množství významných evropských feudálů, včetně českého knížete Vladislava II. Armády obou králů pochodovaly odděleně napříč Evropou až do Byzantské říše. Na turecké teritorium jako první vstoupili Němci, ale u Dorylaia byla armáda přepadena a téměř vyhlazena. Poté se zbytky německé armády spojily s Francouzi, se kterými dorazili až do Antiochie a následně do Jeruzaléma. S jeruzalémským dvorem křižáci naplánovali výpravu na Damašek. Ta však skončila naprostým fiaskem. Pro muslimy to bylo velké vítězství a Zengí se po neúspěšné výpravě Damašku zmocnil, čímž byla muslimská fronta proti křižáckým státům opět o něco jednotnější. Sjednocení muslimů na Předním východě dokončil Saladin a jeho symbolem se nakonec stalo dobytí Jeruzaléma roku 1187.
Jediným úspěchem této výpravy bylo dobytí Lisabonu roku 1147, k němuž přispěl kontingent vlámských, anglických a německých křižáků, když se při cestě ze Severního moře do východního Středomoří na žádost místního biskupa zastavil v Portugalsku. Mezitím němečtí rytíři, kteří odmítli s králem Konrádem táhnout do Svaté země, započali ve východní Evropě první z křížových výprav proti pohanským kmenům v Pobaltí. Ty se pak opakovaně staly součástí evropských dějin na celá staletí.

## Předchozí události

### Pád Edessy

Křižácké státy v Levantě před druhou křížovou výpravou

Po první křížové výpravě a menším křižáckém tažení roku 1101 se ve Svaté zemi utvořily tři křižácké státy: Jeruzalémské království, Antiochijské knížectví a Edesské hrabství. Čtvrtý stát, Hrabství Tripolis, byl založen roku 1109 po dobytí Tripolisu. Edessa se nacházela nejseverněji. Tento největší, ale také nejslabší a nejméně zalidněný křižácký stát byl téměř celý obklopen muslimskými státy artukských, danišmendovských i seldžuckých Turků. Hrabě Balduin Le Bourg i jeho nástupce Joscelin z Courtenay byli po porážce edessko-antiochijské aliance u Harranu zajati Jekermichem z Mosulu. Oba dva, Balduin již jako jeruzalémský král a Joscelin jako hrabě z Edessy, roku 1122 upadli do zajetí znovu. Roku 1131 Joscelin z Courtenay zemřel a jeho nástupce, Joscelin II., se musel proti turecké hrozbě spojit s Byzantskou říší. Roku 1143 však zemřel byzantský císař Jan II. i jeruzalémský král Fulko z Anjou, čímž Joscelin II. ztratil mocné spojence. Zároveň byl znesvářen s ostatními křižáckými vládci, hrabětem z Tripolisu Raimondem II. a zejména s knížetem Raimondem z Poitiers. Mezitím seldžucký atabeg z Mosulu Zengí roku 1128 připojil ke své říši Aleppo. Zengí s jeruzalémským králem Balduinem II. poté zaměřili svou pozornost na Damašek, před jehož hradbami byl v roce 1129 Balduin poražen. Dynastie Búríjovců, která městu vládla, se později spojila s jeruzalémským králem Fulkem. Zengí město oblehl v letech 1139 a 1140.

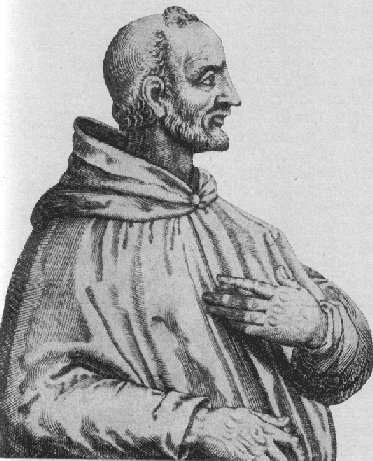
Papež Evžen III.

Roku 1144 se hrabě Joscelin II. spojil s artukskými Turky a vytáhl s téměř celou edesskou armádou na pomoc artukskému vládci Kara Arslanovi v boji s Aleppem. Po smrti krále Fulka měl Zengí v oblasti převahu, pospíšil si na sever, obešel Joscelinovu armádu a napadl Edessu. Joscelin požádal o pomoc Jeruzalémské království i Raimonda z Poitiers, ale ten odmítl Joscelinovi pomoc poskytnout. Po měsíčním obléhání 24. prosince 1144 město padlo. Jeruzalémský konetábl Manassés de Hierges okamžitě vyslal z Jeruzaléma posily, ale ty nemohly dorazit včas. Joscelin se stáhl do západních teritorií hrabství, do pevnosti Turbessel, ale celý východ byl ztracen. Zengí po úspěchu u Edessy začal být znám jako al-Malik al-Mansúr – Vítězný král. Ale roku 1146 byl Zengí zavražděn svým sluhou Jarankešem. Říši si rozdělili synové. V Mosulu vládl starší syn Saíf ad-Dín Ghazi I., v Aleppu nastoupil mladší Núr ad-Dín.

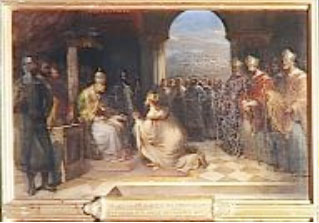
Hortense Haudebourt-Lescot: Hugo z Jabaly u papeže Evžena III.

Po Zengího smrti se hrabě Joscelin II. pokusil v listopadu 1146 s pomocí oddílů z Jeruzaléma, o znovudobytí Edessy, byl však vojsky Núr ad-Dína odražen. Antiochijský kníže Raimond z Poitiers ohroženému Edesskému hrabství nepomohl, pochopil však, jaké nebezpečí hrozí jeho vlastnímu knížectví. Po dobytí Edessy odcestoval okamžitě do Konstantinopole, aby složil císaři Manuelovi I. požadovaný lenní hold a požádal ho o pomoc. Současně putovali do západní Evropy antiochijští a jeruzalémští vyslanci.

### Quantum praedecessores
Zprávy o pádu Edessy donesli do Evropy jako první poutníci počátkem roku 1145, a následovala je poselstva z Antiochie, Jeruzaléma i Malé Arménie. Biskup Hugo z Jabaly zprávy přednesl papeži Evženu III., který 1. prosince 1145 vydal bulu Quantum praedecessores, kterou svolával druhou křížovou výpravu. Papež Evžen v té době nesídlil v Římě, ten držela protipapežská komuna Arnolda z Brescie, sídelním městem Svatého otce bylo Viterbo. Počáteční odezva na křížovou výpravu byla malá, což jen vykreslilo papežovu vlastní malou autoritu. Svou bulu papež adresoval především francouzskému králi Ludvíkovi VII. a ten svůj záměr oznámil dvoru v Bourges o Vánocích roku 1145. Protože se ve svých prohlášeních o papežovi ani nezmínil, zůstává otázkou, zda o Quantum praedecessores, vydané jen tři týdny před tím, skutečně věděl či nikoliv. Francouzští feudálové však králův záměr přijali chladně, což nábožensky založeného Ludvíka velmi pohoršilo. Účast šlechticů na kruciátě si takticky nevynucoval, rozhodl se přesvědčit je po dobrém. Na Velikonoce král připravil za pomoci opata Bernarda z Clairvaux další shromáždění, kde se pokusil své vazaly opět získat pro výpravu. Počátkem března byla vydána papežská bula v lehce pozměněné verzi znovu a tento dokument byl již přijímán jako oficiální podnět k vyhlášení křížové výpravy.

## Agitace Bernarda zClairvaux

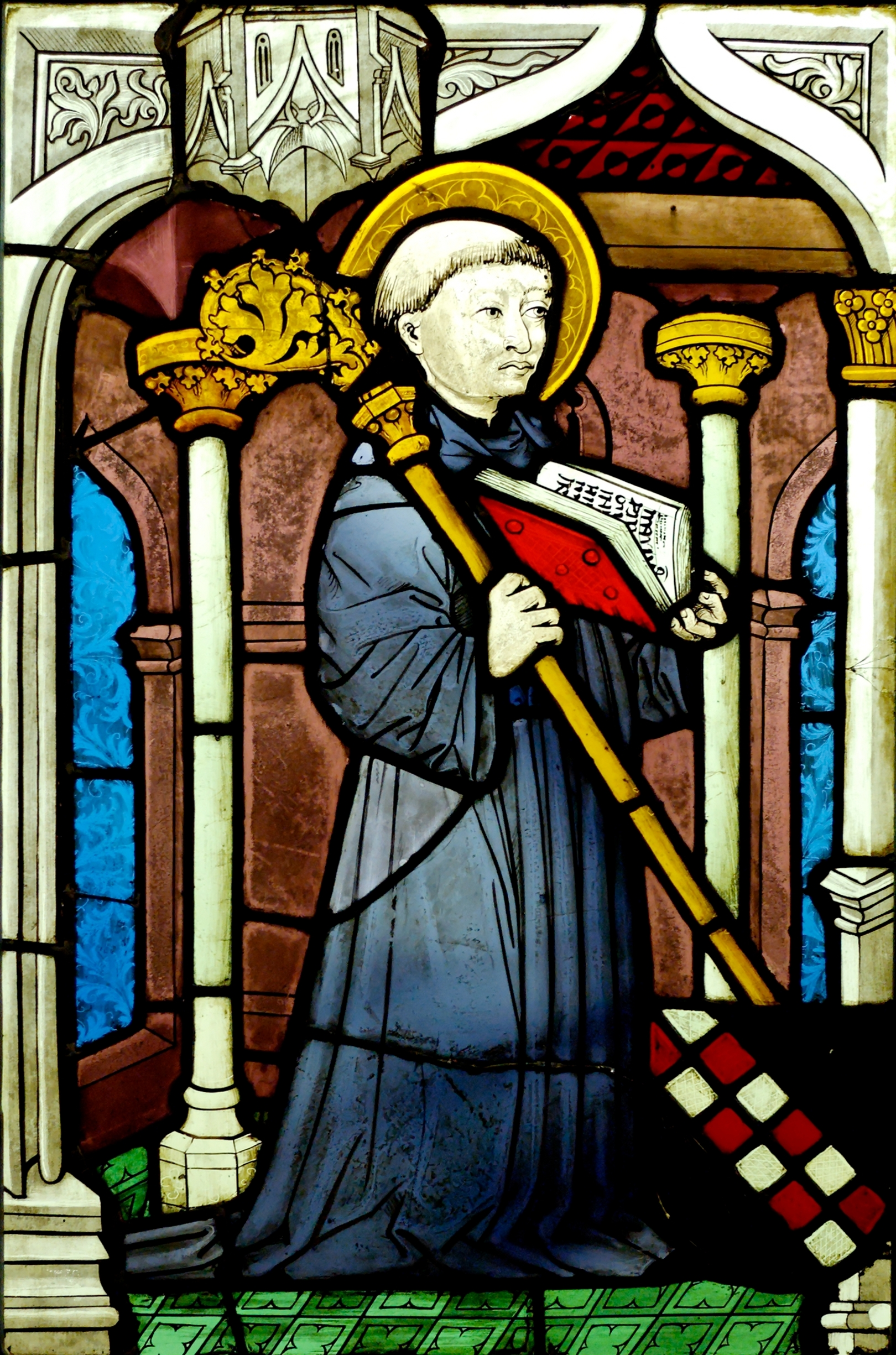
Svatý Bernard z Clairvaux na kostelní vitraji, Horní Falc kolem roku 1450

Papež Bernarda pověřil propagací křížové výpravy a udílením odpustků pro účastníky, které schvaloval i papež Urban II. během první křížové výpravy. Shromáždění bylo svoláno do města Vézelay a když se rozneslo, že řečnit bude i Bernard z Clairvaux, přijížděli lidé z celé Francie. Přítomen byl rovněž král, jeho manželka, Eleonora Akvitánská a mnozí významní francouzští feudálové. Bernard k zástupům promluvil pod širým nebem, protože podobně jako v Clermontu roku 1095 se sešlo tolik lidí, že se nevešli do katedrály. Přesná Bernardova řeč se nezachovala, ví se však, že přečetl Quantum praedecessores a vyzval prosté lidi, aby papežovu výzvu uposlechli. Reakce krále, šlechticů i lidí byla velmi bouřlivá, všichni si začali horlivě přišívat kříže na oděv. Bernard sám provedl velmi emotivní gesto, když si sundal svou mnišskou kutnu, nechal ji roztrhat, aby z jejích cárů bylo možno našívat kříže. Úspěch Evženovy výzvy byl od té chvíle zaručen.
Bernard z Clairvaux byl dobrým řečníkem, filosofem i organizátorem. Jeho agitace, které významně doplňovala i Bernardova kancelář, byly na ještě vyšší úrovni, než plamenná prohlášení první křížové výpravy. Druhá křížová výprava se však od té první výrazně lišila především tím, že byla mnohem více záležitostí vysoké politiky a mocných feudálů. Také se v mnohem menší míře objevovali lidoví kazatelé, kteří by rozdmýchávali náboženskou euforii, mimo jiné proto, že se tomu sama církev snažila zabránit. Rovněž protižidovské vášně nebyly tak intenzivní, jako koncem 11. století během lidových křížových výprav. Přesto, když Bernard pobýval ve Flandrech, donesly se k němu zprávy, že v severní Francii a Porýní člen Bernardova vlastního řádu cisterciáků Rudolf rozněcuje protižidovské nepokoje pod záminkou, že Židé nepřispěli k záchraně Božího hrobu. Arcibiskupové Mohuče a Kolína nad Rýnem proti útokům na Židy důrazně protestovali a Bernard okamžitě odcestoval do Kolína, kde Rudolfova kázání odsoudil a samotnému mnichovi nařídil návrat do kláštera. Násilí se pak podařilo rychle zastavit.

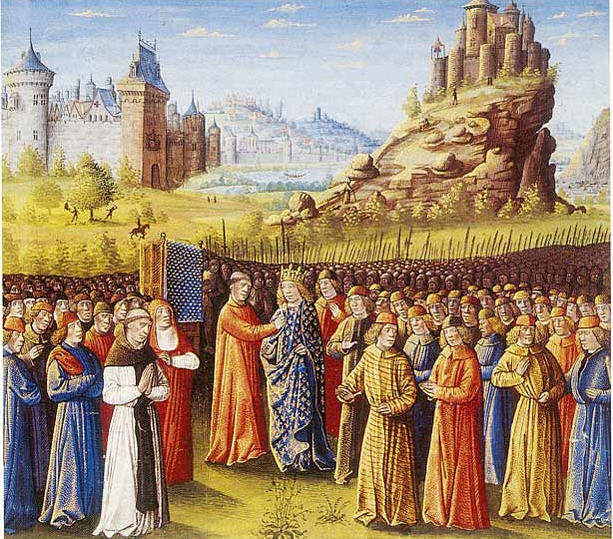
Král Ludvík VII. ve Vézelay přijímá kříž, středověká miniatura

Bernard se poté vydal na cestu po jižním Německu a o Vánocích roku 1146 se připojil ke dvoru německého krále Konráda ve Špýru. Na Štědrý den měl Bernard kázání před králem a jeho dvorem, ale překvapivě na Konráda nedokázal svým projevem zapůsobit. Bernardovo kázání o dva dny později bylo plamenější a tentokrát se mu již podařilo Konráda nadchnout pro křížovou výpravu. Spolu s Konrádem přijal kříž z Bernardových rukou i jeho synovec Fridrich I. Barbarossa. V říši předcházelo zahájení tažení na jaře 1147 vyhlášení zemského míru, který zklidnil situaci a odvrátil hrozící vnitropolitickou konfrontaci. 13. března roku 1147 Konrád svolal sněm do Frankfurtu nad Mohanem, kde také padla myšlenka uspořádat křížovou výpravu i do jiných oblastí, než byla Svatá země.
| „                 | Bernard se vydal také do země německé a přišel na slavný sněm ve Frankfurtu, kam právě tehdy slavnostně zavítal král Konrád se všemi knížaty. ... Ten světec začal – nevím, jaká znamení je poučila – vyzývat knížata a ostatní křesťanský lid k tažení do Jeruzaléma, aby si podrobili východní barbarské národy a podřídili je křesťanským zákonům. Říkal, že nastal čas, kdy musí vstoupit [do říše Boží] spousta pohanů, a tak bude spasen celý Izrael. Je neuvěřitelné, jaké davy lidí se na jeho výzvy hned k tomu tažení zaslíbily. První a nejpřednější byli král Konrád, švábský vévoda Fridrich, který se později stal králem, vévoda Welf, spolu s biskupy a knížaty a vojskem urozených, neurozených i prostých lidí v množství, jež nelze spočítat. | “ |
| — Helmold z Bosau | |   |

Křížová výprava tak již měla konkrétní rysy. Zatímco Francouzi se rozhodovali mezi cestami přes Itálii a přes Balkán, Konrád zvolil cestu přes Uhersko.

## Reconquista a pád Lisabonu

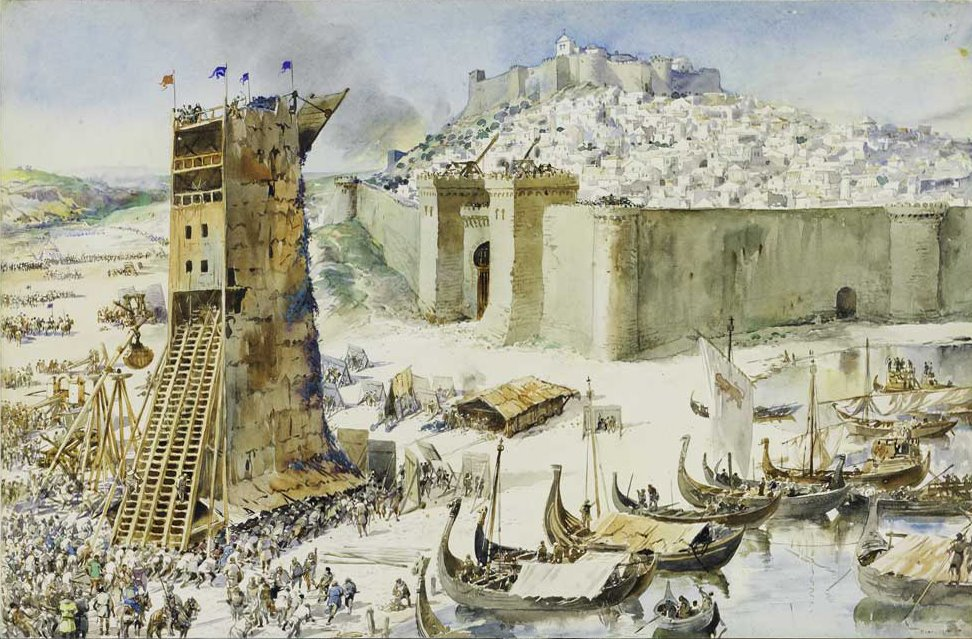
Obléhání Lisabonu, Alfredo Roque Gameiro (1917)

Italské městské republiky se od druhé křížové výpravy distancovaly, načež si Janov od papeže vyžádal svolení soustředit se na válku proti Maurům na Pyrenejském poloostrově. Papež na jaře roku 1147 schválil rozšíření křížové výpravy v rámci reconquisty také na Pyrenejský poloostrov, a králi Alfonsi VII. dovolil považovat jeho tažení proti Maurům za součást druhé křížové výpravy. V květnu 1147 vyrazil na cestu po moři do Svaté země kontingent z anglického Dartmouthu s anglickými a vlámskými křižáky na palubě. Kvůli špatnému počasí byli Angličané donuceni 16. června 1147 přistát v severoportugalském městě Porto, v ústí řeky Duero. V Portu byli křižáci místním biskupem požádáni, aby se setkali s králem Alfonsem Portugalským. Křižáci Alfonsovi přislíbili za podíl na kořisti pomoc při útoku na Lisabon, jenž byl centrem muslimské moci v oblasti a základnou pirátů.
| „                               | Já, Alfons, král portugalský, se souhlasem všech svých věrných a pro věčné uchování v paměti všech budoucích, potvrzuji v této listině následující dohodu: Frankové, kteří se po mém boku zúčastní obléhání města Lisabonu, převedou do svého vlastnictví a moci nepřátelský majetek a podrží jej bez nároku na podíl ze strany mé či mých mužů. Jestliže zajatí nepřátelé projeví přání vykoupit svůj život, připadne Frankům bez výhrad také výkupné, samotné zajatce však vrátí mně. Pokud se jim podaří zmocnit se města, dostanou je a podrží do té doby, než bude prohledáno a vyrabováno...Teprve potom, až město prohledají podle své libovůle, předají je mně... | “ |
| — úryvek z dopisu křižáka Raula | |   |

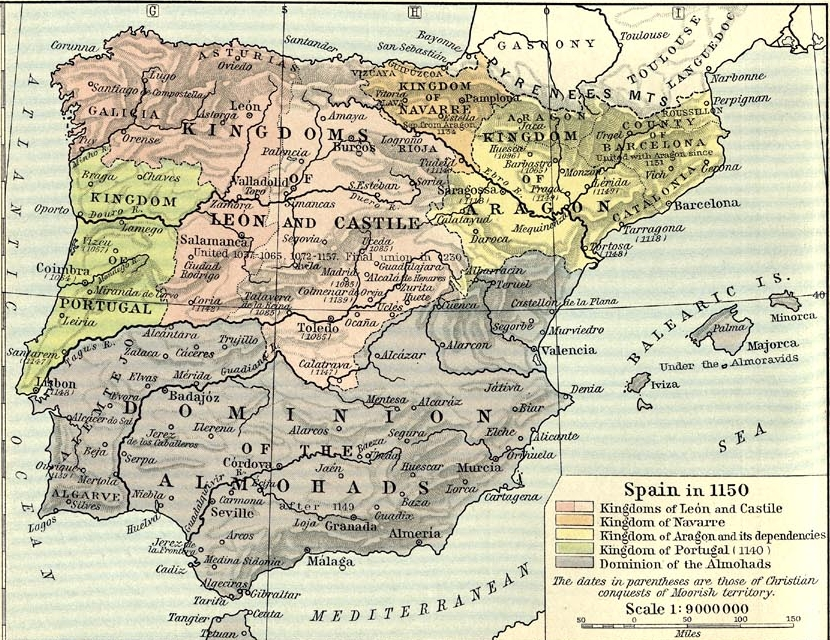
Pyrenejský poloostrov roku 1150

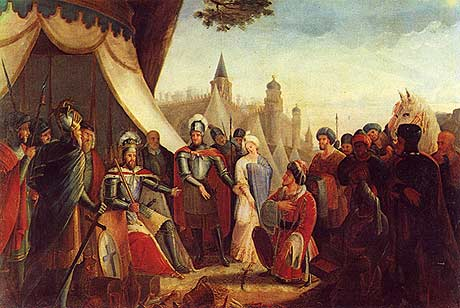
Joaquim Rodrigues Braga: kapitulace Lisabonu, romantický portrét z roku 1840

Obléhání Lisabonu začalo 1. července a 25. října, po čtyřech měsících bojů, maurští vládcové souhlasili s kapitulací vyhladovělého města. Křižáci slíbili, že Maury nechají v klidu odejít, ale jakmile obránci otevřeli brány, křižáci vtrhli do města a všechny muslimy zmasakrovali.
Dobytí Lisabonu představovalo pro křesťanstvo trvalý a cenný zisk. V okolí města se nacházely velké plochy úrodné půdy, které nyní ležely ladem a pro Portugalsko byli zapotřebí křesťanští osadníci. Většina Angličanů a Vlámů proto již do Svaté země nepokračovala, ale natrvalo se usadila v Portugalsku. Dokonce prvním lisabonským biskupem se po dobytí města stal Angličan a samotný Lisabon se následně stal hlavním městem Portugalského království. Menší část křižáků se však rozhodla pokračovat v křížové vpravě a vydala se na další cestu do Svaté země.
V době, kdy křižáci s Portugalci bojovali u Lisabonu, se král Alfons VII. spolu se svým švagrem Ramonem Berenguerem IV. z Barcelony a kontingenty katalánských a francouzských křižáků pokoušel dobýt bohaté maurské přístavní město Almería. S podporou spojeného pisánsko-janovského loďstva se křižákům v říjnu 1147 město podařilo obsadit. Ramon Berenguer poté vpadl na území taifátů Valencie a Murcie roku 1145 se odtrhnuvších od Almorávidů. V prosinci 1148 barcelonský hrabě po pětiměsíčním obléhání, za pomoci francouzských a janovských křižáků, dobyl Tortosu. Následujícího roku do Berenguerových rukou padla také Fraga, Lleida a Mequinenza na soutoku řek Segre a Ebro.

## Venedská křížová výprava
Ke křížové výpravě do Svaté země se přihlásilo množství jihoněmeckých feudálů. Avšak velmoži ze severoněmeckých oblastí nebyli tak nadšení. Stáli před volbou, zda se přidají ke Konrádově výpravě na východ, či k výpravě proti pohanským slovanským kmenům žijícím v povodí Labe a Odry. Papež Evžen německým rytířům, kteří se rozhodli pro tažení na sever, jejich rozhodnutí schválil a 13. dubna vydal bulu Divina dispensatione. Bula stanovovala, že není rozdíl v duchovní odměně pro křižáky, kteří táhnou na sever místo do Svaté země. Rytíři, kteří se připravovali na křížové tažení proti pohanům byli především Dánové, Sasové a Poláci, ale nechyběli také mnozí Češi. Vrchní velení získal papežský legát Anselm z Havelbergu, samotnému tažení však prakticky veleli jednotliví velmoži ze saských rodů, např. Askánců, Wettinů či hrabat ze Schauenburgu.
| „                 | Třetí vojsko, které na sebe vzalo znamení kříže, se zasvětilo [tažení] proti kmeni Slovanů, to jest proti našim sousedům Obodritům a Luticům. Hodlalo pomstít vraždy a stíhání, které [Slované] způsobili křesťanům, zvláště pak Dánům. Původci této výpravy byli [arcibiskup] Adalbero Hamburský a všichni biskupové Saska, dále dospívající vévoda Jindřich [Lev], Konrád, vévoda z Zähringenu, markrabě Albrecht ze Salzwedelu a Konrád z Wettinu. | “ |
| — Helmold z Bosau | |   |

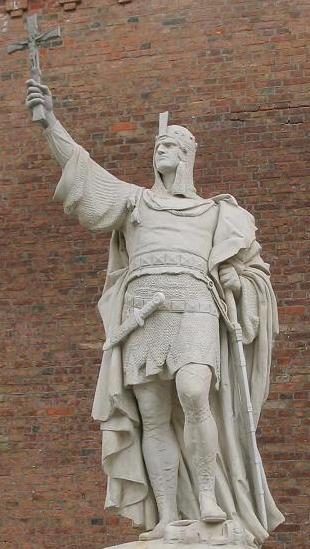
Památník Abrechta I. Medvěda na hradě Špandava, Berlín

Znervoznění německou účastí na křížové výpravě, Obodrité, kmenový svaz polabských Slovanů, podnikl v červnu roku 1147 vpád na německé území. Křižáci proti Obodritům vytáhli v pozdním létě 1147 a poté, co se jim podařilo úspěšně vytlačit Slovany z křesťanských oblastí, zaměřili se na obodritskou pevnost Dobin a veletskou pevnost v Demminu. Křižáci, mezi nimiž byl i dánský král Knut V. a jeho spoluvládce Sven III., markrabě Severní marky Albrecht Medvěd i saský vévoda Jindřich Lev, zaútočili nejprve na Dobin. Někteří z křižáků začali drancovat okolí, jiní ale plundrování neschvalovali, protože tuto zemi nevnímali jako zemi nepřátel, ale jako dobyté území, které jim patří. Saské vojsko pod velením Jindřicha Lva u Dobinu ustoupilo poté, co kníže Niklot souhlasil, že přijme křest. Obléhání Demminu však úspěšné nebylo a křižácká armáda se tedy nechala markrabaty odklonit do Pomořanska. Armáda táhla na východ až dosáhla města Štětín, které však již bylo křesťanské, a po setkání křižáků s místním biskupem Albrechtem a knížetem Ratiborem I. se křižácká armáda rozpadla. Výzva Bernarda z Clairvaux ke křížové výpravě proti Slovanům byla nesmlouvavá:
| „                     | Kategoricky zakazujeme, ať už z jakéhokoli důvodu, příměří, které by mohlo být uzavřeno s těmito lidmi, buď kvůli penězům, nebo kvůli poplatku, a to až do takové doby, kdy s boží pomocí oni budou buď obráceni na křesťanství, nebo vyhubeni. | “ |
| — Bernard z Clairvaux | |   |

Nicméně křížová výprava z velké části selhala i při pokusu obrátit na křesťanství slovanské Venedy. Sasové dosáhli sice obrácení pohanů v Dobinu, ale Slované se ke svým pohanským zvykům vrátili, jakmile se křižácká vojska rozpadla. Albrecht z Pomořan napsal:
| „                    | Pokud by přišli posílit křesťanskou víru (...) měli tak učinit kázáním, nikoliv silou. | “ |
| — Albrecht z Pomořan |                                                                                        |   |

Jako dohra křížové výpravy, bylo Meklenbursko a Pomořansko především saskými křižáky Jindřicha Lva vydrancováno. Tento čin oslabil vliv Slovanů v oblasti, což v budoucnu omezilo jejich odpor vůči křesťanské expanzi a napomohlo křesťanům v následujících desetiletích přinést další vítězství.

## Tažení na východ

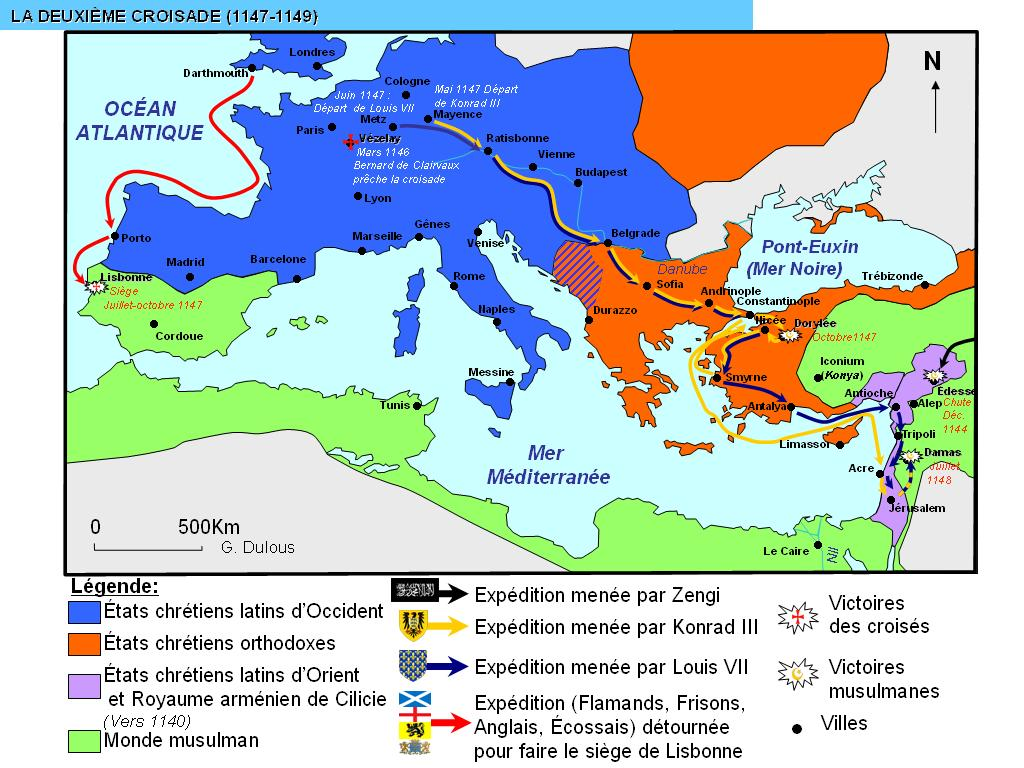
Tažení druhé křížové výpravy

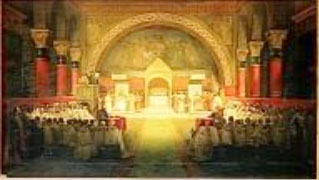
François-Marius Granet: Sněm templářských rytířů v Paříži za přítomnosti krále Ludvíka VII. a papeže Evžena III. 22. dubna 1147

16. února 1147 se francouzští rytíři shromáždili v Étampes, aby projednali detaily tažení. Němci již měli trasu naplánovanou přes Uhersko, protože sicilský král Roger II. byl Konrádovým nepřítelem stejně, jako byl nepřítelem byzantského císaře. Mnozí francouzští páni prosazovali cestu přes Itálii a následně po moři, byli to především ti, kteří neměli s Byzancí nejlepší vztahy a dávali přednost spojenectví s Rogerem a jeho sicilskými Normany. Nicméně nakonec převážil názor táhnout přes Uhersko stejnou cestou, jako táhli Konrádovi Němci. Tažení bylo zahájeno 15. června. V době nepřítomnosti krále byli zvoleni regenty království hrabě Vilém z Nevers a opat Suger a sama církev se zaručila za bezpečnost Francie po dobu křížové výpravy. To znamenalo vzhledem k vnitřním komplikacím v počátečním období Ludvíkovy vlády posílení ústřední moci a prestiže trůnu a stalo se potvrzením, že spojenectví mezi pařížským dvorem a papežskou kurií pokračuje.
Konrádova vláda v říši procházela v té době vnitřní i vnější krizí. Proti Rogerově hrozbě říšským zájmům v Itálii se Konrád III. spojil s byzantskou říší. Přestože Roger Sicilský zpočátku přislíbil svoji účast na připravované kruciátě, ztratil brzy zájem a roku 1146 zahájil dobytím ostrova Korfu expanzi proti Byzanci. Dále vyplenil ostrov Kefalonii a pronikl až ke Korintu, Thébám a na Euboiu, a poškodil tak Byzanc v době, kdy se její vojska soustřeďovala na východě říše. Ve Svaté říši římské byl 13. března 1147 zvolen římským králem Konrádův syn Fridrich a jeho regentem se stal arcibiskup Jindřich z Mohuče. Hlavními propagátory výpravy se v Německu stali opat Adam z Ebrachu a biskup Ota z Freisingu. Konrád plánoval vydat se na cestu již o Velikonocích, ale německá armáda nakonec vyrazila až v květnu.

### Konrád
Němečtí křižáci, doprovázení papežským legátem, kardinálem Theodwinem, vyrazili z Řezna v květnu 1147. Konrádovo vojsko čítalo na 20 000 mužů a tvořili ho velmoži z celé říše, nejen Němci, ale také Češi se svým knížetem Vladislavem II. a frankofonní Lotrinčané. Ve Vídni se ke Konrádovi připojil i štýrský markrabě Otakar III. Ačkoliv byl uherský král Gejza II. Konrádovým nepřítelem, výpravu nechal v klidu projít zemí a vydatně ji podporoval. Protože na rozdíl od první křížové výpravy tentokrát křižáci nepřicházeli na pozvání byzantského císaře, setkalo se ještě v Uhrách s Konrádem byzantské poselstvo s dotazy, zda německá armáda přichází v míru či nikoliv. Byzantinci krále Konráda přiměli k přísaze loajality vůči císaři Manuelovi I., ale Konrád se odmítl zavázat navrátit všechna potenciálně dobytá města v Anatolii Byzanci. Přesto sám císař, který byl v té době na válečném tažení v Anatolii, uzavřel příměří s ikonyjským sultánem a s vojskem se vrátil do Konstantinopole, protože křižáky považoval za větší hrozbu, než Turky. Byzantinci vyslali naproti křižákům menší pořádkové oddíly, které křižáky měly doprovázet do Konstantinopole.
| „             | Tak šířili Němci, kteří pochodovali před námi, všude takový zmatek, že Řekové utíkali před naším vojskem, které táhlo později, jakkoli bylo mírumilovné. | “ |
| — Odo z Deuil | |   |

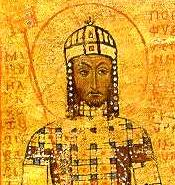
Byzantský císař Manuel I.
(Kodex z roku 1178)

Německá armáda byla špatně ukázněná a docházelo k častým bitkám mezi Němci a Byzantinci. Křižáci napadli Filipopolis, který vydrancovali. O pár dnů později zaútočili na kláštery u Adrianopole, kde zmasakrovali všechny mnichy. U Adrianopole podnikl byzantský generál Prosuch protiútok a strhla se bitva mezi ním a Konrádovým synovcem Fridrichem Barbarossou. Vztahy mezi Konrádem a Manuelem byly napjaté a císař Konráda požádal, aby se i s armádou rychle přeplavil přes Helespont do Anatolie a ke Konstantinopoli se vůbec nepřibližoval. Konrád odmítl a 10. září jeho armáda dorazila k hlavnímu městu Byzantské říše, kde byl Konrád ubytován v předměstském paláci Filopatheion. Němci začali v okolí Konstantinopole rabovat a když Manuel požadoval, aby Konrád chování svých vojáků zarazil, Konrád arogantně odpověděl, že příští rok přitáhne znovu, aby Konstantinopol dobyl.
| „                   | Král se vynořil jako kometa ohlašující neštěstí a k velké úlevě Romájů zase zmizel na východ | “ |
| — Niketas Choniates |                                                                                              |   |

Spor se však díky císařovně Bertě, která byla Konrádovou sestrou, podařilo urovnat. Manuel pak Konráda požádal, zda by mu půjčil část své armády na pomoc proti sicilským Normanům Rogera II., kteří v té době drancovali řecká města. Konrád Manuelovu žádost odmítl, protože se obával ještě většího nepřátelství sicilského krále. Navíc měl Konrád potíže se svými lotrinskými oddíly. Lotrinčané se chtěli připojit k vojsku francouzského krále, které se přibližovalo ke Konstantinopoli a naopak dříve dorazivší boje nedočkaví francouzští rytíři se chtěli připojit ke Konrádovým mužům. Nakonec německý král souhlasil s přesunem vojska do Anatolie, zatímco Lotrinčané zůstali v Konstantinopoli, aby počkali na Francouze.

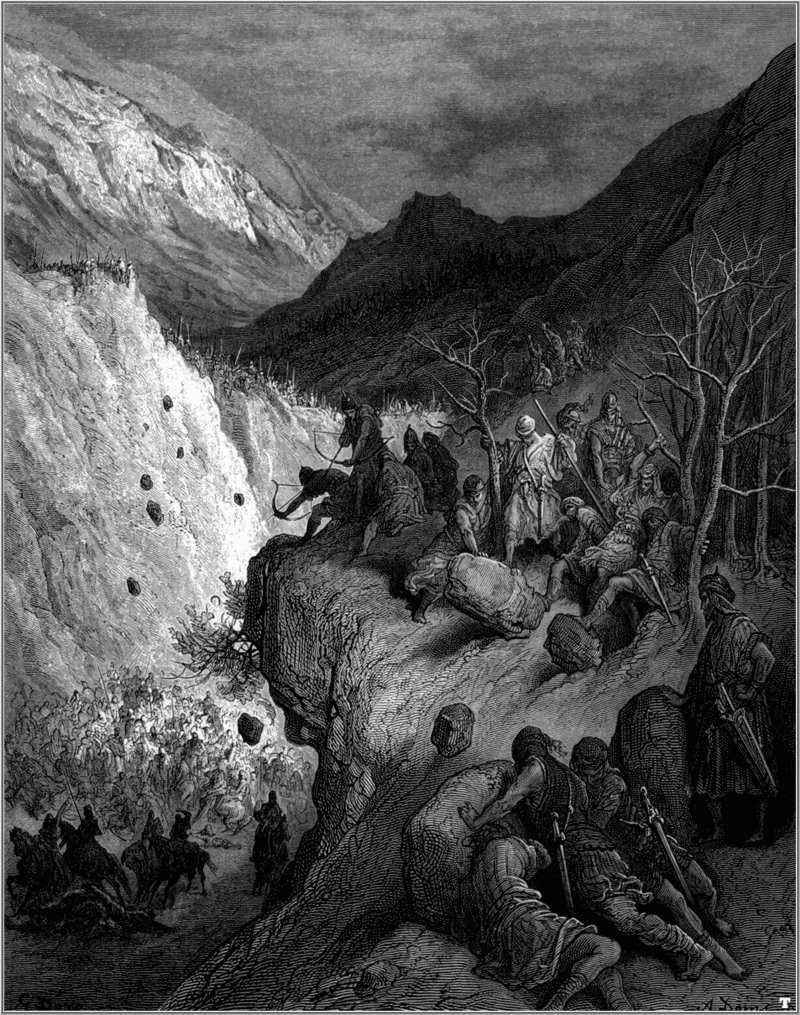
Gustave Doré: Konrádova armáda přepadena u Dorylaia

Manuel Konrádovi radil, aby se do Sýrie vydal cestou podél pobřeží, která byla sice delší, ale pod kontrolou byzantského námořnictva. Konrád dorazil do Nikaie, odkud se sám rozhodl táhnout na hlavní město rúmských Seldžuků Iconium. V polovině října 1147 vyrazil z Nikaie a své vojsko rozdělil do dvou skupin: první, složená převážně z civilistů pod velením Oty z Freisingu táhla podél egejského pobřeží, zatímco král s rytíři zamířil do vnitrozemí. Konrád deset dnů postupoval byzantským územím, ale 25. října byla jeho nepřipravená armáda u Dorylaia, kde první křížová výprava rozdrtila Kilič Arslanovy Turky, přepadena. Turci se vrhli na roztroušené křižáky, kteří se hrnuli po celodenním pochodu k řece napít, se svou typickou nájezdnickou taktikou útok-ústup a téměř celou křesťanskou armádu zničili. Konrád se asi s desetinou vojska probil z pasti a o několik dnů později se dostal zpět do Nikaie. Cestou byl zadní voj neustále napadán tureckými jezdci. Z Konrádovy armády zbyl jen sbor jezdců, zatímco prakticky celá pěchota zůstala u Dorylaia, kde byla pobita a přeživší odvlečeni do otroctví.
Ota z Freisingu s vojenským doprovodem vyrazil na jih k byzantské pevnosti Attalia, podél byzantsko-tureckých hranic. U Laodikeje byla výprava napadena a částečně pozabíjena Turky. Padl zde i hrabě Bernard z Trixenu. Přeživší se poté dali na ústup k jižnímu pobřeží, ale mnoho jich cestou zemřelo hladem a vyčerpáním. V únoru 1148 byla výprava napadena znovu a Turci jí způsobili další těžké ztráty. Sám biskup byl s malou družinou oddělen od hlavní skupiny a nakonec se mu podařilo dostat se až do Attaleie na pobřeží Středozemního moře, odkud se po moři dostal do Sýrie.

### Ludvík

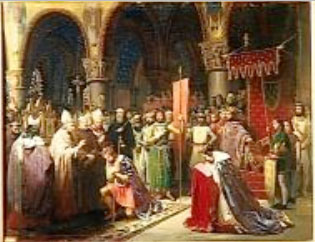
Jean-Baptiste Mauzaisse: Král Ludvík přijímá Oriflamme – královskou vojenskou standartu před tažením na východ

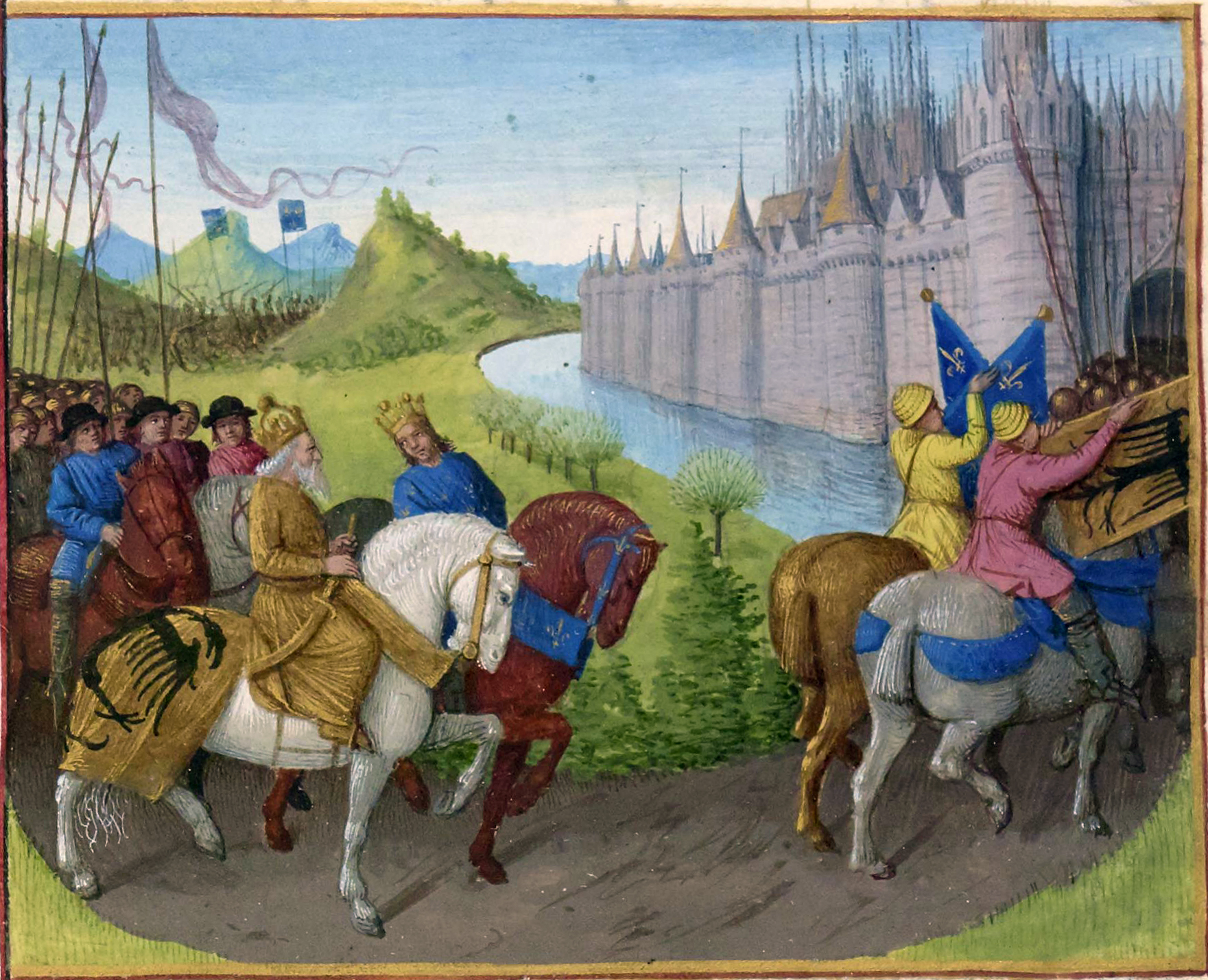
Vyobrazení příjezdu křižáků do Konstantinopole

Shromaždištěm francouzské křižácké armády byly Mety. Vojsko bylo menší než německé, asi patnáctitisícové. I přesto byla Ludvíkova výprava velkolepá, kromě samotného krále byla přítomna i královna Eleonora Akvitánská se svými vazaly a dvorními dámami a mnoho francouzských feudálů z Lotrinska, Bretaně, Burgundska a Akvitánie. Oddíly z Provence vedl hrabě Alfons z Toulouse, který však počkal až do srpna a poté se vydal do Svaté země po moři. Ke králi se připojil také velmistr řádu templářů Everard des Barres se sborem rekrutů určených pro Svatou zemi. Francouzští křižáci vyrazili stejnou trasou jako Němci, ale o měsíc později. Ve Wormsu se k nim připojily oddíly normanských křižáků z Anglie a Normandie.
Ludvíkovi křižáci byli mnohem ukázněnější, ke králi vzhlíželi s obdivem. Svůj podíl na atmosféře provázející tažení měl i v Metách Ludvíkem vyhlášený táborový řád, na nějž museli přísahat všichni vůdci. Také cesta byla klidnější, ačkoliv uherská země byla ve válečném stavu. Mezi králem Gejzou II. a Borisem, synem zemřelého uherského krále Kolomana vznikla válka o trůn. Poražený Boris prchl k Ludvíkovi, který mu poskytl azyl a odmítl jej vydat králi Gejzovi. Ludvík však přislíbil, že nechá Borise uvěznit. Ludvík táhl územím, které předtím vyplenili Konrádovi křižáci a Francouzi tak měli nedostatek potravin. Přesto nezačali drancovat a v Konstantinopoli byl Ludvík přijat přátelsky. Francouzi se zde setkali s německou částí kruciáty. Němci na příchozí pohlíželi s nevraživostí a mimo to Lotrinčané vypověděli, jak špatně s nimi Němci nakládali. Vztahy mezi francouzským a německým vojskem se rychle zhoršily.
S Ludvíkem se Manuelovi vyjednávalo lépe, než s Konrádem. Přesto i Ludvík se odmítl zavázat vydání dobytých anatolských území Manuelovi. Mnozí francouzští rytíři byli navíc pobouřeni, že císař uzavřel příměří se sultánem Mesudem I. a volali po spojenectví s Rogerem Sicilským a útoku na Konstantinopol, ale Ludvíkovi se podařilo je zklidnit.
| „             | Král dal často mnohým z nich uříznout uši, ruce a nohy, ale byl neschopen krotit jejich bláznovství na cestě. | “ |
| — Odo z Deuil | |   |

Když se v Konstantinopoli k Ludvíkovi připojily i armády z Auvergne, Savojska a Montferratu, které na vlastní pěst prošly Itálií, v Brindisi se nalodily a nechaly se přeplavit do Dyrrhachionu na balkánském pobřeží, byla křižácká armáda za pomoci byzantských lodí přeplavena přes Bospor do Anatolie. Hned poté Manuel nechal přerušit zásobování Francouzů a když tak nakonec donutil Ludvíka ke složení požadované přísahy, zásobování obnovil. V Nikaii Ludvíka očekávalo německé poselstvo, které žádalo o setkání francouzského krále s německým králem Konrádem. Ludvík svolil a odjel do Konrádova ležení, které bylo střežené byzantskými oddíly, aby Němci, kteří ztratili všechny své zásoby a zavazadla, nevydrancovali široké okolí. Ludvík, pod podmínkou cesty podél pobřeží, vyslyšel Konrádovu žádost o spojení zbytků německého vojska s francouzským.
| „              | ... Francouzi lépe bojují koňmo v semknutých řadách, dovedněji útočí kopími a jejich jízda předčí německou v rychlosti. Němci jsou však lepší v boji pěšky a skvěle zacházejí se svými pádnými meči... | “ |
| — Jan Kinnamos | |   |

### Cesta Anatolií

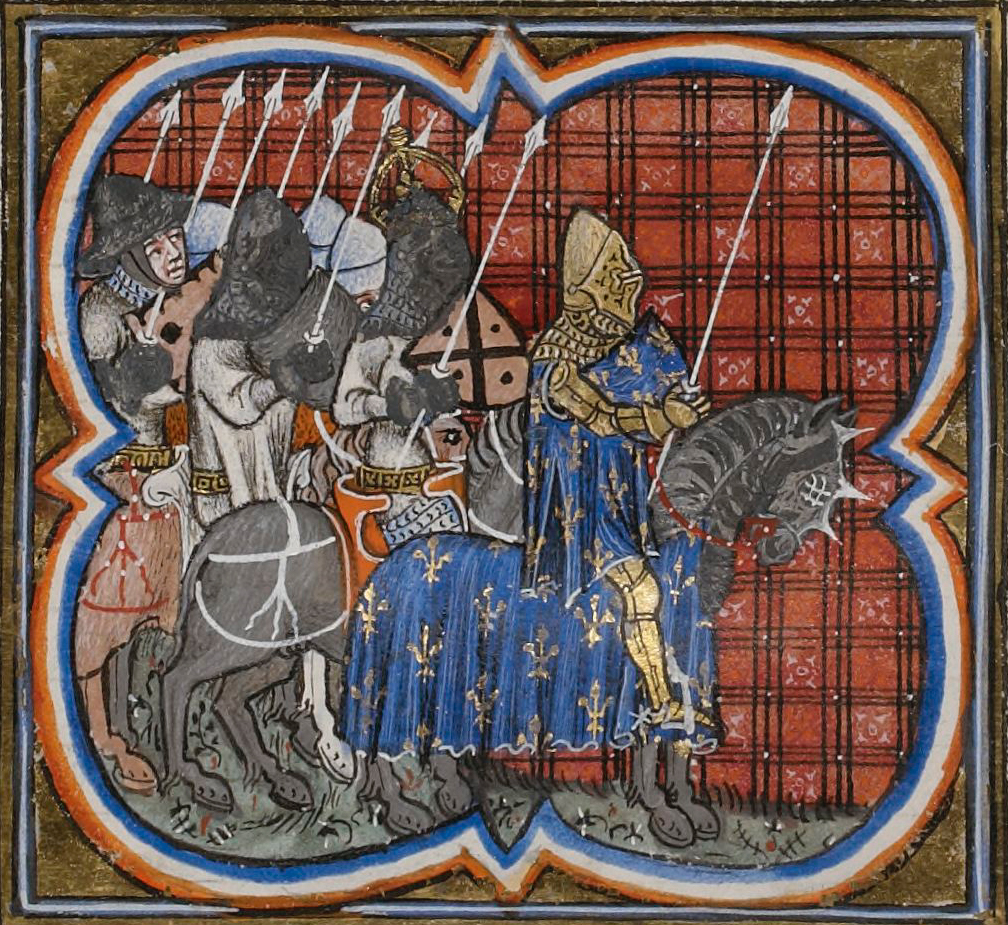
Ludvík VII. a Konrád III. na křížové výpravě, 14. století

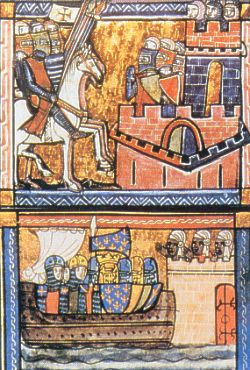
Nahoře: Křižáci před Damaškem (1147)
Dole: Ludvíkův odjezd z Attaleie, miniatura ze 14. století

Byzantinci nemohli křižákům poskytnout žádné doprovodné jednotky, neboť říšské armády byly vázány obrannou válkou proti sicilským Normanům. Tím se vstup druhé křížové výpravy do Asie lišil od té první. Přesto jako první křížová výprava, i tentokrát se křižáci nakonec zavázali navrátit všechna dobytá anatolská města Byzantské říši. Ludvík si zvolil cestu podél pobřeží, územím jež sice patřilo Byzanci, ale východní hranice říše byly velmi neklidné a pravděpodobnost tureckého přepadení byla vysoká. Křižáci došli do Efesu, kde však Konrád onemocněl a musel se vrátit do Konstantinopole, kde byl vlídně přijat císařem. Ludvík poté ignoroval všechny Manuelovy rady a stočil se do vnitrozemí. Skupina Turků křižáky přepadla nedaleko Efesu, ale v malé potyčce Francouzi zvítězili. Během zimy Turci pořádali na křižácké kolony guerillové nájezdy. Vánoce křižáci strávili v maiandsroském údolí a 1. ledna se utkali s tureckým vojskem u pisidijské Antiochie, která byla v byzantských rukách. Turci zaujali obranné pozice na mostě přes řeku Anthius, čímž znemožnili rytířům přímý úder. Přesto se křižákům podařilo Turky zatlačit a obrátit na útěk. Ti následně hledali útočiště v Antiochii a byzantský guvernér Turky vpustil do města, což u křižáků vyvolalo opovržení. Křižáci poté dorazili do Laodikeje a odtud se vydali na jih do Attaleie. Cesta do Attaleie byla těžká, křižáci měli málo zásob, horské cesty byly nebezpečné a turecké útoky byly na denním pořádku. Poutníci po cestě naházeli mrtvoly německých křižáků ze skupiny Oty z Freisingu, který oblastí prošel krátce před nimi.
Během jednoho přechodu horského průsmyku spatřil předvoj konečně zelené údolí a ačkoliv měli vojáci nařízeno průsmyk držet, dokud nedorazí ostatní, nechali se královnou Eleonorou, která musela být nesena v nosítkách, přemluvit, aby opustili nehostinný vrchol průsmyku a vydali se do údolí. Na vrcholu štítu je čekal oddíl Turků, který okamžitě napadl střed kolony, kde byli jen neozbrojené karavany mezků se zavazadly. Král Ludvík se nacházel až v zadním voji, což bylo místo běžně považované za nejvíce ohrožené. Snažil se dostat k místu boje, ale cesta byla příliš úzká a doprovodné rytíře zastavila. Sám se dostal až na místo střetu, což se mu stalo téměř osudným. Turci králi zabili koně, nakonec si proklestil cestu na vrchol hory, kde se zády postavil ke skále a vzdoroval přesile až do tmy, kdy protivníci boj ukončili a ustoupili. Následné vyšetřování bylo neúspěšné, viník pohromy nebyl nalezen a hlavním velením výpravy byl pověřen velmistr templářského řádu. Armáda se začala rozpadat. Do Attaleie křižáci dospěli v únoru 1148.
V Attaleii však křižáci nebyli přijati s nadšením. Obyvatelé na křižáky pohlíželi jako na barbary, kteří na ně jen přitahují tureckou pozornost. Město nemělo dostatek ubytovacích kapacit ani zásob. Křižáci obviňovali ze své tíživé situace byzantského císaře, který jim dle jejich názoru neposkytl pomoc a paktoval se s Turky. Ludvík se rozhodl pokračovat do Sýrie po moři. V únoru však zuřily zimní bouře, navíc okolní moře byla nechvalně proslulá díky pirátům. Většina Ludvíkem objednaných lodí nakonec nedorazila. Ludvík tedy nechal nalodit sebe, dvůr a část rytířů. Velení nad zbytkem vojska přenechal hraběti Thierrymu Flanderskému s rozkazem armádu do Svaté země dostat na dalších lodích, které měly připlout. Ludvíkův odchod byl však interpretován jako porušení povinností velitele a pozdější kronikáři našli viníka v byzantském císaři. Po králově odjezdu se attalejští Řekové nad křižáky slitovali a poskytli jim přístřeší ve městě. O několik týdnů později pak dorazily další lodě, na které se hrabě Thierry se zbytkem rytířů nalodil. Pěším vojákům a poutníkům, kteří na zaplacení přepravy neměli peníze, poradil, aby se do Antiochie dostali na vlastní pěst. Téměř všichni opěšalí poutníci bez velitelů a bez zásob zemřeli vyčerpáním, hlady nebo byli pozabíjeni tureckými nájezdníky. Zlomek z nich nakonec koncem jara skutečně dorazil do Antiochie.

### Ve Svaté zemi
Dne 19. března 1148 se Ludvík VII. vylodil v přístavu Saint-Symeon v Antiochii. Zde byl uvítán antiochijským knížetem Raimondem z Poitiers, který byl zároveň strýcem královny Eleonory. Navzdory obtížné cestě a utrpěným újmám představovali francouzští rytíři, kteří neutrpěli zdaleka takové ztráty jako pěchota, značnou vojenskou sílu a téměř všichni křižáčtí vládci krále žádali o pomoc. Joscelin II. žádal o podporu při znovudobytí Edessy a hrabě Raimond z Tripolisu Ludvíka chtěl požádat, aby mu Francouzi pomohli při znovudobývání hradu Montferrand a několika dalších pohraničních pevností. Z Jeruzaléma zatím osobně dorazil jeruzalémský patriarcha s pozváním do Jeruzaléma a také se zprávou o uzdravení německého krále Konráda. Joscelin z Edessy a Raimond z Poitiers, byli stále znesváření, tak se možnost případné pomoci pro Joscelinovo hrabství v Antiochii nijak zvláště neprojednávala. Ani pomoc Raimondovi z Tripolisu při dobývání jeho hradů na tripolsko-muslimském pomezí nevypadala pro Ludvíka prestižně. Ostatně Raimond z Tripolisu nenaléhal; důvodem byla účast hraběte Alfonse z Toulouse na křížové výpravě. V Tripolisu měli stále na paměti, že rod hrabat z Tripolisu, větev rodu Raimundovců, byla založena nelegitimním synem hraběte Raimonda IV. z Toulouse Bernardem, zatímco Alfons z Toulouse byl legitimním synem Raimonda IV. a mladším bratrem Bernarda; pro Raimonda z Tripolisu tu bylo riziko, že by si Alfons z Toulouse mohl činit nárok na Hrabství Tripolis.

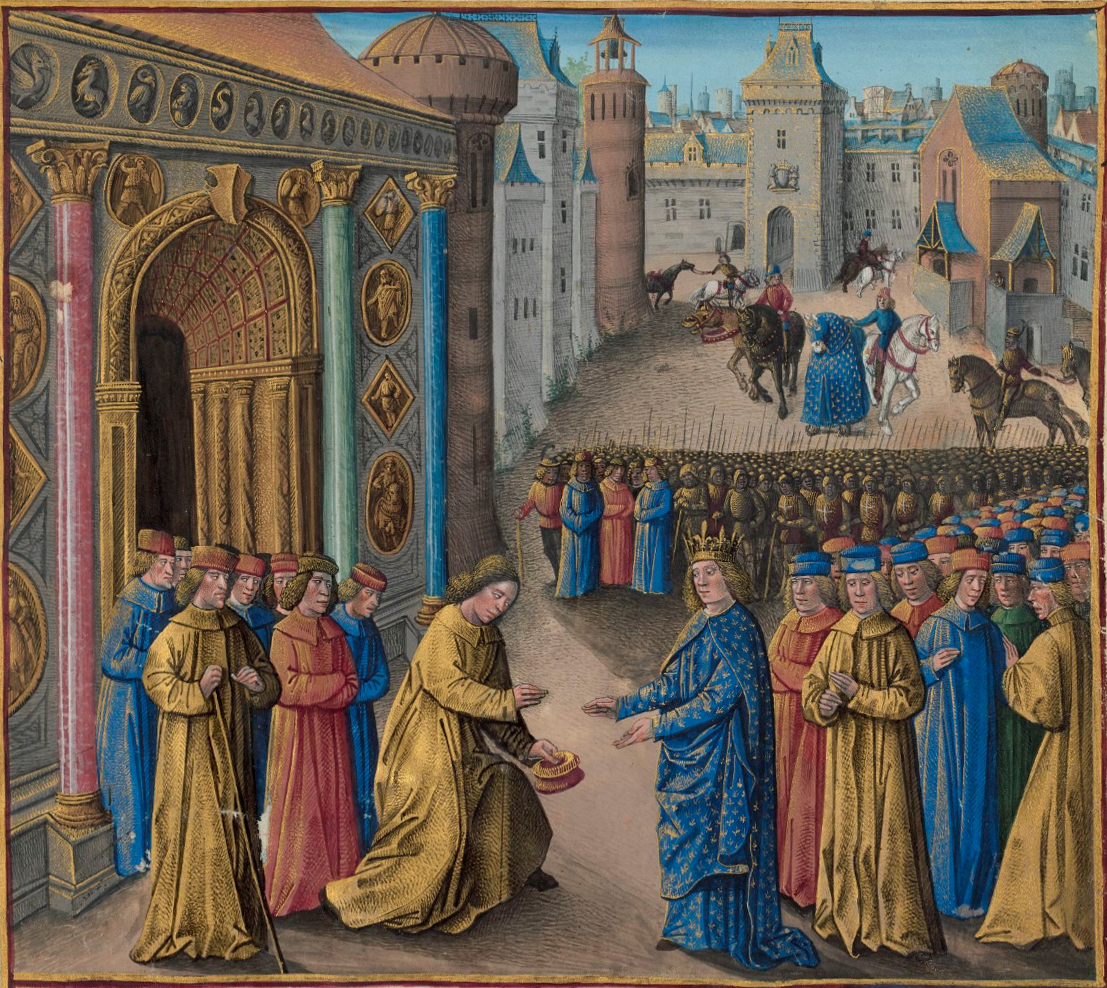
Kníže Raimond z Poitiers vítá krále Ludvíka v Antiochii, Passages d'Outremer, 14. století

Raimond z Poitiers králi navrhl společný útok francouzských křižáků a antiochijské armády na Núr ad-Dínovo mocenské centrum Aleppo. Raimondovi bylo jasné, že pokud se muslimové proti křižáckým státům sjednotí, bude konec křižáků na Blízkém východě neodvratný. Útok na Aleppo a jeho následné ovládnutí měl Núr ad-Dínovým snahám silou sjednotit muslimy učinit přítrž, křižáci by naopak své pozice na Východě značně posílili. Zároveň Raimond počítal také s tím, že Núr ad-Dínovi muslimští rivalové ho v sevření křižáků buď nechají, nebo se k válce proti němu sami připojí. Raimond sám v čele svého vojska podnikl průzkum až pod samotné hradby Aleppa. Francouzští rytíři byli plánem útoku nadšeni a podpořila jej také královna Eleonora, dle jejíchž rad se král obvykle řídil. Tentokrát Ludvík váhal, jeho důvody proti byly náboženské, křížovou výpravu chápal jako především náboženskou pouť na svatá místa křesťanství a Aleppo nebylo poutním místem, ani nebylo zmiňováno v Bibli. Ostatně to samé byl jeden z předních argumentů odpůrců tažení na Edessu. Další důvod byl politický, Ludvík byl nervózní z delší doby strávené v Antiochii nebo na nějakém vojenském tažení, když Konrád III. byl již v Jeruzalémě. Ludvík se obával, že německý král by mohl vést politiku proti němu. Také jej zaráželo, že Raimond z Poitiers tráví hodně času ve společnosti jeho ženy královny Eleonory.
| „                  | ... důvěrné chování knížete ke královně, jejich neúnavné a skoro nepřetržité rozhovory, vzbudily u krále podezření... | “ |
| — Jan ze Salisbury | |   |

Nakonec se žárlivý král vydal s armádou do Jeruzaléma. Eleonora prohlásila, že zůstane v Antiochii a pohrozila Ludvíkovi rozvodem. Ludvík nechal vzpurnou choť odvézt násilím, což knížete Raimonda rozzuřilo natolik, že se dále odmítl podílet na křížové výpravě. Francouzští křižáci vyrazili na jih, na území Hrabství Tripolisu.

### Sněm v Akkonu

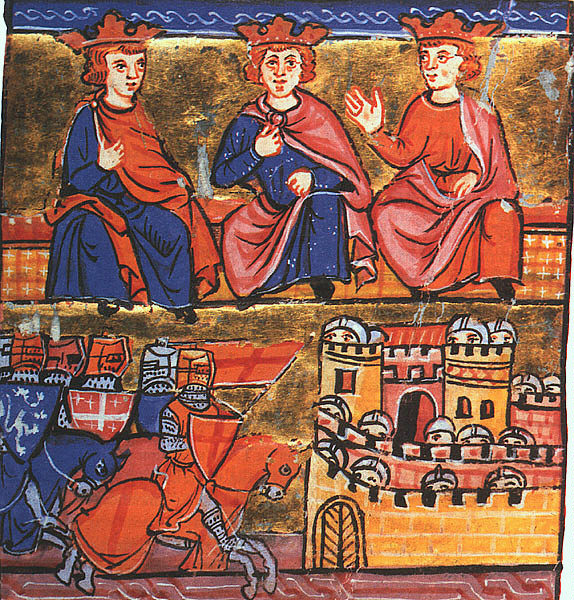
Nahoře: Králové Ludvík VII., Konrád III. a Balduin III.
Dole: Útok křižáků na Damašek

Ani hrabě Raimond z Tripolisu se k výpravě nepřipojil, nestál o setkání s hrabětem Alfonsem. Flotila z Provence vedená hrabětem Alfonsem zatím dorazila do Caesareje, kde Alfons zemřel. Z jeho smrti byl obviňován Raimond z Tripolisu, který ho údajně nechal otrávit. Po příchodu do Jeruzaléma Ludvík ve společnosti Konráda III. navštívil svatá místa a poté byli jeruzalémskou královnou Melisendou a králem Balduinem III. přizváni ke sněmu křižáckých velitelů v Akkonu. Komitét v Akkonu byl největším shromážděním urozenců, který se kdy ve Svaté zemi konal a navzdory nepřítomnosti antiochijského knížete, hraběte z Tripolisu a Joscelina z Edessy dokázali křižáci dát dohromady největší armádu v dějinách Jeruzalémského království.
Akkonské shromáždění se odehrálo 24. června 1148 v Palmareji, nedaleko velkého palestinského přístavu Akkon a rychle přijalo rozhodnutí o cíli výpravy, kterým měl být Damašek. Směr Damašek podporoval jeruzalémský král i templáři a Konrád s Ludvíkem se nakonec nechali přesvědčit. Damašek byl pro evropské křižáky přitažlivým náboženským místem, často zmiňovaným v Bibli, což mohlo vyvolat náboženskou euforii, navíc jeho obsazení křesťany by přerušilo důležité spojení mezi muslimskými centry Káhirou a Bagdádem. Kromě toho ležel cíl výpravy v úrodné bohaté krajině, kde rytíři mohli získat výnosná léna. Damašský emír Muín ad-Dín Unur se snažil udržovat s Jeruzalémským královstvím přátelské vztahy, neboť se stejně jako křižáci obával Núr ad-Dínovy expanzivní politiky. Po smrti jeruzalémského krále Fulka († 1143) však regentská vláda královny Melisendy spojenectví odmítla jako nepotřebné a roku 1147 podnikla proti městu neúspěšnou vojenskou výpravu. Jeruzalémští rytíři tak možná viděli možnost svou reputaci napravit.

### Obléhání Damašku

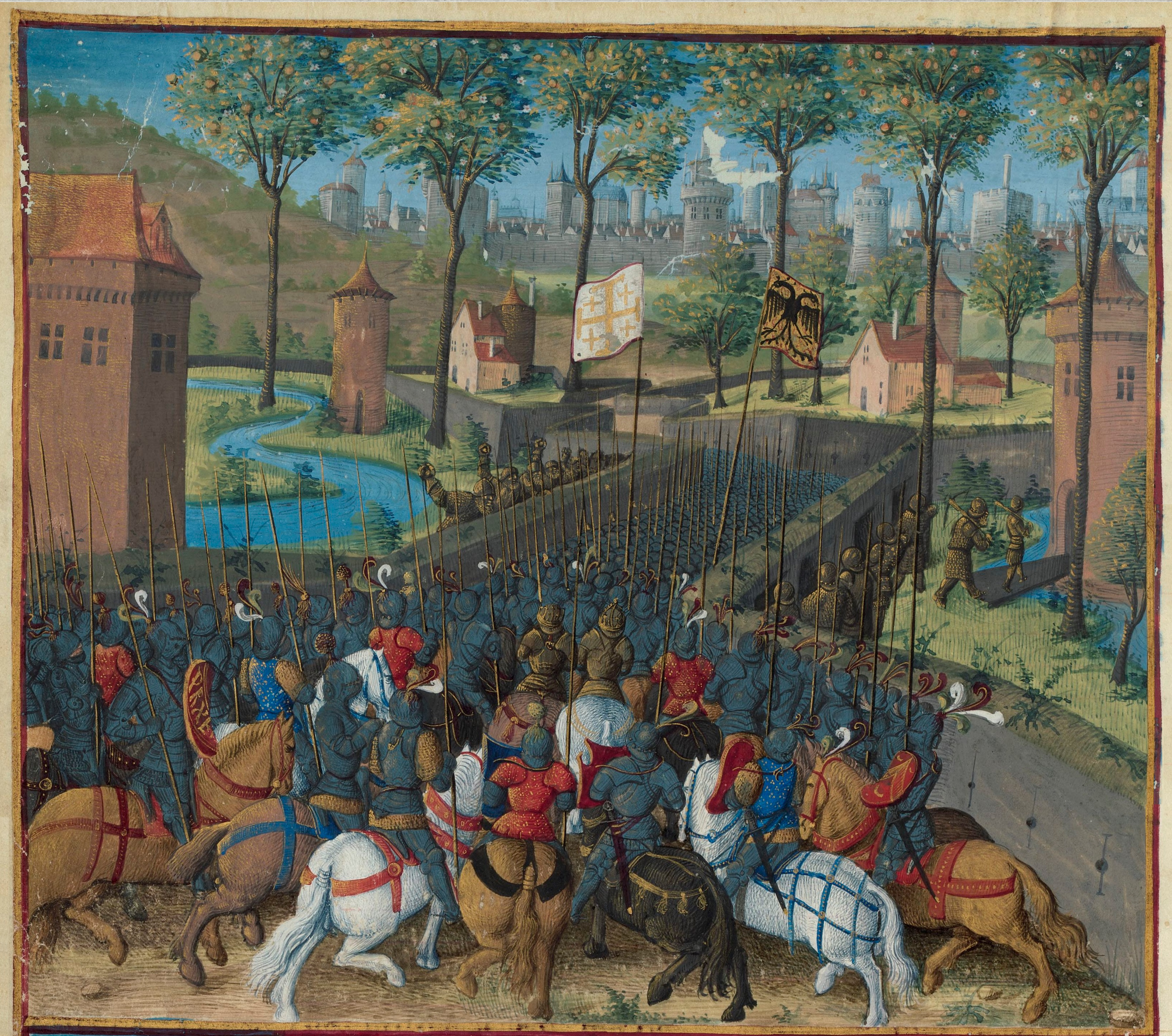
Obléhání Damašku
Les Passages Faits Outremer par les Français contre les Turcs et Autres Sarazaines et Maures Outremarins, 1490

V polovině července, v době největších palestinských veder, se křižácké armády shromáždily v Tiberiadě, odkud vytáhly proti Damašku. Spojená francouzsko-jeruzalémská armáda čítala asi 50 000 vojáků. Vojsko prošlo okolo Galilejského jezera směrem na Banias. Útok měl být směřován od západu, kde se rozprostíraly ovocné sady a tudíž by křižáci měli dobré zásobování. Křižáci k městu dorazili v pátek 23. července. Damašský emír byl útokem křižáků překvapen, posádka ve městě byla nepočetná a musel proto požádat o pomoc Saífa ad-Dína Ghaziho z Mosulu a jeho bratra Núr ad-Dína z Aleppa. Núr ad-Dín žádost vyslyšel a vydal se v čele armády na cestu k obleženému Damašku.
Křižáčtí útočníci byli od hradeb zatlačeni zpátky do sadů. Posádka, jíž velel Nadžm ad-Dín Ajjúb, otec slavného válečníka Saladina, vynalézavě pořádala partyzánské útoky do křižáckého ležení. Podle popisu jeruzalémského kronikáře Viléma z Tyru se křižáci 27. července rozhodli přesunout na východní, méně opevněnou stranu města, kde nebyly žádné sady, a tedy ani voda a jídlo. Protože přesun na východní stranu byl tak nevýhodný, vzklíčilo mezi Evropany podezření, že některý z jeruzalémských velitelů je s muslimy spolčený. Říká se, že emír Unur křižákům nabídl, že zruší své spojenectví s Núr ad-Dínem, pokud ustoupí zpět do Palestiny. Křižáci se navíc začali hádat, komu vlastně Damašek po dobytí připadne. Po obdržení zpráv o postupu Saíf ad-Dína a jeho bratra, se odmítli jeruzalémští baroni dále podílet na obléhání. Němci a Francouzi sice protestovali, ale tři králové nyní neměli na výběr a museli dát rozkaz k ústupu.

## Důsledky

Středomoří po druhé křížové výpravě

Křesťané se poté obviňovali navzájem, kdo je vinen neúspěchem tažení. Evropané jeruzalémským rytířům vyčítali nedostatek odvahy a nadšení, zatímco ti evropským rytířům vyčítali nezkušenost. Někteří měli snahu v křížové výpravě pokračovat a naplánovali novou výpravu, tentokrát proti Askalonu, mocnému palestinskému městu pod kontrolou fátimovského Egypta. Konrád se zbytkem armády vyrazil proti Askalonu, ale nedorazily mu žádné posily kvůli nedůvěře, kterou vůči sobě křižáčtí vůdci pociťovali. Krátce na to, v září 1148, Konrád opustil Jeruzalémské království a vydal se na císařovo pozvání do Konstantinopole, kde strávil vánoční svátky. Své spojenectví namířené proti sicilským Normanům bylo stvrzeno sňatkem Manuelovy neteře Theodory a Konrádova nevlastního bratra Jindřicha.
Ludvík odkládal svůj odjezd do Evropy, kde ho čekal rozvod s Eleonorou Akvitánskou. Během pobytu v Jeruzalémském království nabrala králova politika jasně protibyzantský kurs. Nakonec roku 1149 Palestinu opustil na palubě sicilské lodi a s Rogerem Sicilským v jižní Itálii naplánoval křížovou výpravu proti Byzanci. Papeže Evžena však tímto plánem nezískal a z výpravy nakonec sešlo. Bernard z Clairvaux porážku křižáků považoval za své selhání a svatému otci poslal omluvný dopis, který je dnes vložený v druhé části Bernadovy Knihy úvah. Za příčinu fiaska druhé křížové výpravy byla považována přílišná hříšnost křižáků. Český letopisec Jarloch okomentoval výpravu slovy:
| „         | ...Vždyť Bůh pokořuje všechno pyšné. Neboť svrchuřečení králové vydali se na takovou cestu se svými manželkami a jiní pánové vyhledávali styk s lehkými ženami, a tak tam vznikaly přemnohé neřády Bohu ohavné. Nehodí se dobře k sobě a nesnášejí se na jednom místě válečné zbraně a obcování s nevěstkami... | “ |
| — Jarloch | |   |

Když Bernard zkoušel později propagovat novou křížovou výpravu proti Byzantské říši, snažil sám sebe očistit od zodpovědnosti za kruciátu předchozí. Zemřel roku 1152.
Výprava německých rytířů proti pohanům přinesla smíšené výsledky. Zatímco Sasové udrželi dobyté pozice v zemi Vagrů a v Polabí, pohanští Obodrité dostali zpět pod svou kontrolu území východně od Lübecku. Sasům se také podařilo získat od knížete Niklota tribut a osvobodit některé dánské zajatce. Nicméně roztříštění křesťanští vojevůdci na sebe pohlíželi s nedůvěrou a také se navzájem obviňovali ze zmaření výpravy. Jediná křižácká vítězství během druhé křížové výpravy byla vybojována na Pyrenejském poloostrově. Jedná se zejména o dobytí Lisabonu, na který se nahlíží jako jednu z nejdůležitějších bitev reconquisty, jež byla završena pádem Granady roku 1492.
| „              | ... vydali se na pouť za nešťastných okolností a pod zlověstnými znameními... Jen zhoršili situaci těch, kterým měli přinést prospěch... | “ |
| — Vilém z Tyru | |   |

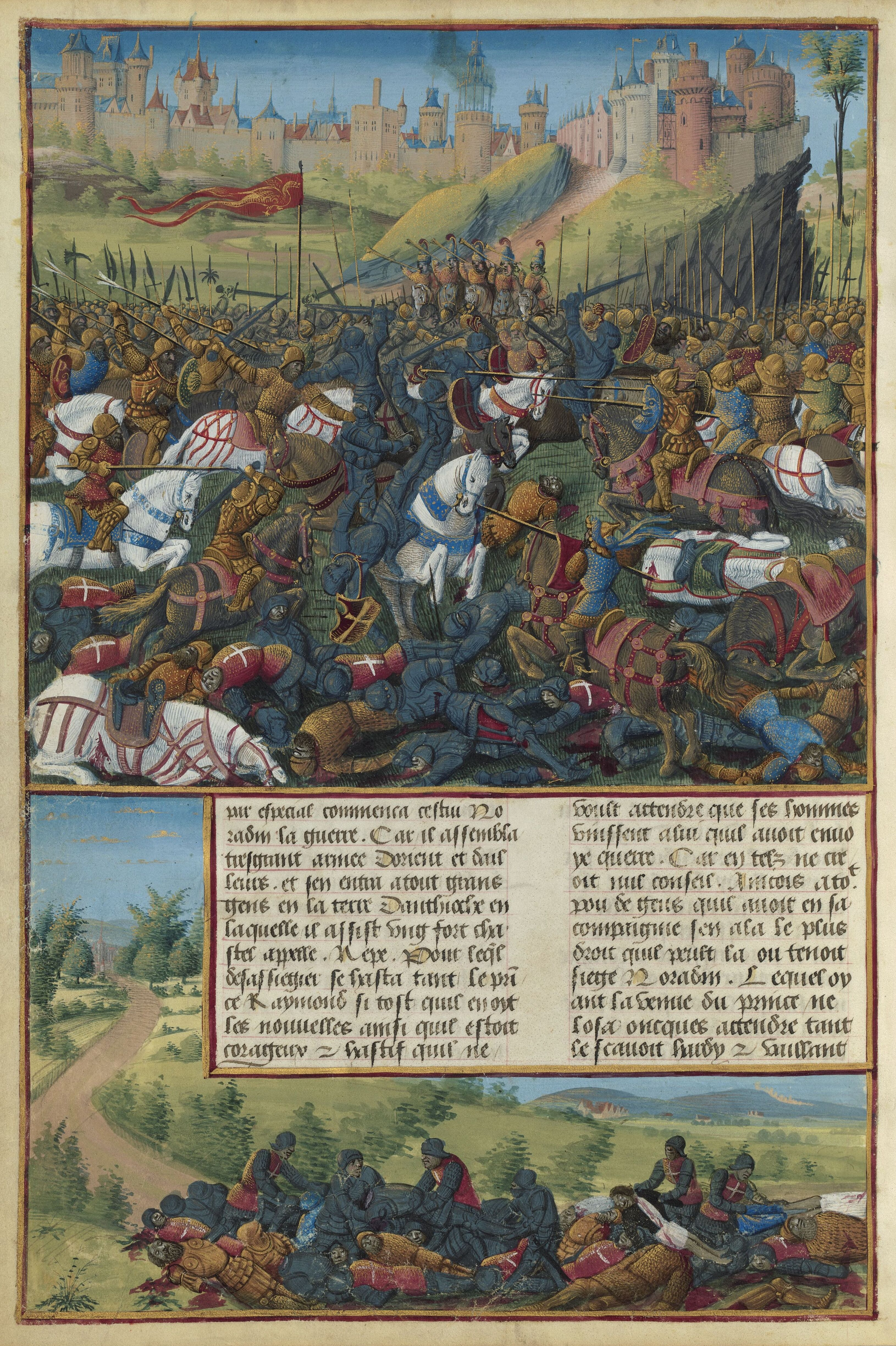
Bitva u Fons Muratu, kde padl Raimond z Poitiers, passage outremer, J. Colombe a S. Momerota, 14. století

Na východě měla křížová výprava nepříznivé dlouhodobé důsledky. Núr ad-Dín využil křižáckého neúspěchu a napadl Antiochijské knížectví. Raimond z Poitiers byl v bitvě u Fons Muratu poražen a jeho hlavu nechal Núr ad-Dín poslat bagdádskému chalífovi. Balduinovi III. se podařilo zachránit samotnou Antiochii a vyjednat s Núr ad-Dínem příměří. Krátce poté muslimové zajali i Joscelina z Edessy, kterého Núr ad-Dín nechal oslepit a uvěznit v Aleppu, kde o devět let později zemřel. Jeho manželka Beatrice zbytek křižáky ovládaných měst v Edesském hrabství prodala Byzantincům a Hrabství Edessa přestalo existovat. Damašek již s Jeruzalémským královstvím staré spojenectví neuzavřel a roku 1154 se města zmocnil Núr ad-Dín; muslimové byli v boji proti křižákům opět o něco jednotnější. Balduin III. roku 1153 po dlouhém a vyčerpávajícím boji dobyl od Egypťanů Askalon, čímž do konfliktu zatáhl i egyptské Fátimovce. Jeruzalémské království v 60. letech 12. století zaměřilo svou pozornost na Egypt. Král Amaury I. sblížil Jeruzalémské království s Byzancí a s byzantskou podporou vedl pět vojenských tažení do Egypta, které však nepřinesly žádný zisk. Roku 1171 se Saladin, synovec Núr ad-Dínova vojevůdce Šírkúha se prohlásil egyptským sultánem. V dalších letech sjednotil Egypt a Sýrii, čímž byly křižácké státy obklopené jednotným muslimským územím. Roku 1187 Saladin křižáky porazil v bitvě u Hattínu a o několik měsíců později kapituloval i Jeruzalém. Evropa na záchranu křižáckého panství na Blízkém východě vypravila třetí křížovou výpravu.